# Dogal

Nus escorredor per a penjar un reu a la forca.

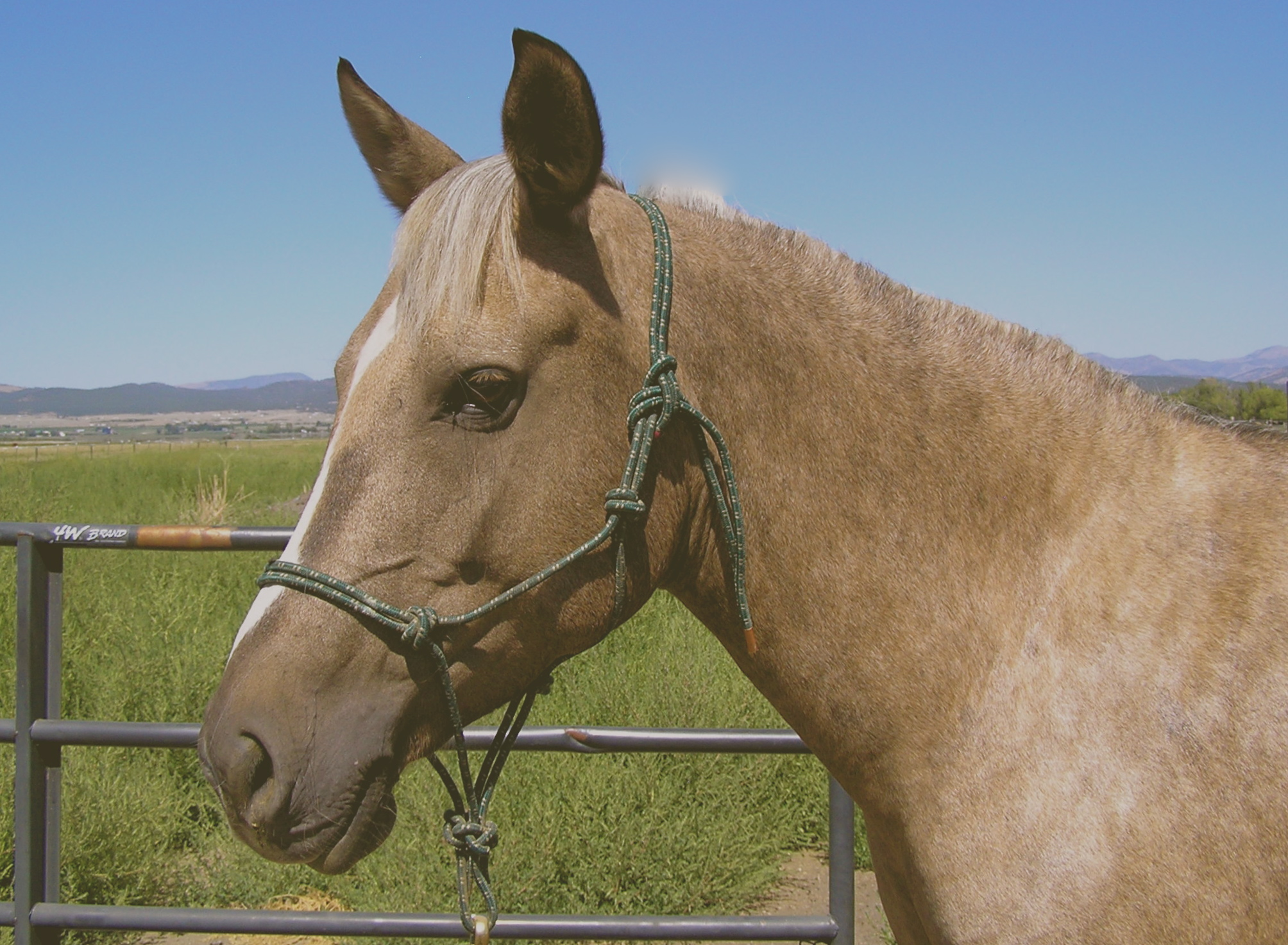
Cavall amb cabestre (o dogal) fet amb una corda sintètica.

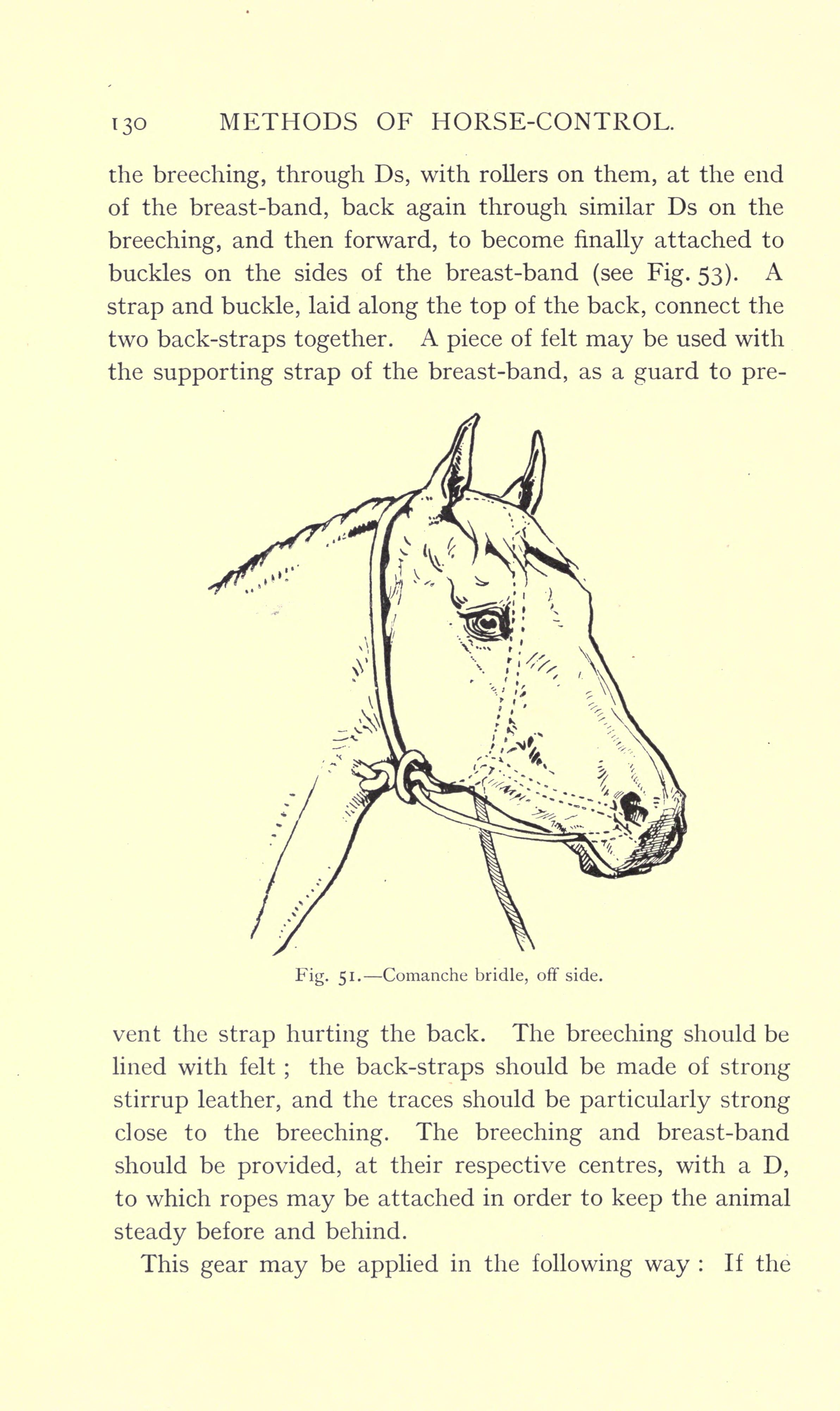
Dogal-brida dels comanxes.

El terme dogal designa una corda amb un nus escorredor usada per a penjar els condemnats a la forca o per a lligar pel coll els condemnats a mort o altres penes.
Dogal significa també la corda lligada al coll d'un cavall, mula o ruc per a subjectar l'animal i poder-lo dominar. En aquest segon cas es pot considerar, abusant del concepte, sinònim de cabestre.
Tot i que el terme dogal s'associa al coll d'una persona o animal, també hi ha casos en els quals un dogal lliga les mans.

## Etimologia
Dogal ve del llatí tardà “ducale”, que indicava la corda que es lligava al coll d'una cavalcadura. "Ducale" derivava de “dux, -cis”, equivalent a guia o conductor.

## Dogal amb nus escorredor
Està destinat a escanyar o estrènyer.
Hi ha diversos nusos escorredors adequats per a funcions concretes. El nus dels penjats acostuma a seguir el model tradicional, responsable de moltes morts (execucions, linxaments, suïcidis…)

## Dogal no escorredor
Els dogals destinats a subjectar animals domats de forma habitual acostumen a ser no escorredors. Excepcionalment poden ser escorredors, amb el risc d'escanyament de l'animal.

### Cavalls i similars
En cultures avesades al llaç escorredor, per a capturar un animal en llibertat o dins d'un ramat, el dogal temporal format per un llaç escorredor llançat al coll és habitual. Un cop capturat l'animal, si ha de ser menat amb dogal, aquest ha de ser amb un llaç no escorredor (per exemple amb un nus o llaç de guia).

## Documents
- 1364. En el Setge de València (1364) l'estol de Pedro el Cruel de Castella patí una gran tempesta prop de Cullera i el rei castellà estigué en perill de vida.[15]

| «                                | ...Lo dit rey de Castella tornà- se'n a Murvedre, y feu reverència a la església de madona sancta Maria ab un dogal al coll, en camisa y en bragues... | » |
| — Crònica de Pere el Cerimoniós. | |   |

- 1404. Creació oficial del gremi dels corders de Barcelona.
- 1413. Vicent Ferrer esmentava una mula amb dogal en un sermó sobre sant Tomàs d'Aquino.[17]
- 1460. En l'obra Espill, de Jaume Roig, s'esmenta un dogal.[18]

| «                              | ... fou enforcada / al mercadal, / hon lo dogal / li fon tallat / car fonch dubtat / concebiment... | » |
| — Spill (v. 3477). Jaume Roig. | |   |

- 1864. Pere Labernia. Diccionari de la llengua catalana ab la correspondencia castellana y llatina.[4]
- 1963. En la cançó Slip Knot, Woody Guthrie fèia referència a un nus de dogal amb tretze voltes.[19][20][21]

Did you ever see a hangman tie a hangknot?

I've seen it many a time and he winds, he winds,

After thirteen times he's got a hangknot.
- Video de la cançó Slip Knot.[22]